# Christian Ier (roi de Danemark)
Pour les articles homonymes, voir Christian Ier.
Christian Ier de Danemark, Norvège et Suède (en danois : Christian 1 af Danmark, Norge og Sverige), né en février 1426 à Oldenbourg (comté d'Oldenbourg), mort le 21 mai 1481 à Copenhague, est un roi de Danemark de 1448 à 1481, de Norvège de 1450 à 1481, et de Suède de 1457 à 1464, dans le cadre de l'union de Kalmar. En 1459, il hérite de sa mère du duché de Schleswig et du comté de Holstein de 1460 à 1481. Il appartient à la Maison d'Oldenbourg.
Christophe III de Bavière, roi de Danemark, décéda en janvier 1448. Sa mort provoque l’éclatement de l’union des trois royaumes (Norvège, Suède et Danemark). Le 1er septembre 1448, Christian d’Oldenbourg est élu roi de Danemark sous le nom de Christian Ier de Danemark et succède à Christophe de Bavière sur le trône de Danemark. Le court règne de Christian Ier de Danemark sur la Suède est précédé par les régents Jöns Bengtsson Oxenstierna et Erik Axelsson Tott ; le régent Kettil Karlsson Vasa lui succède.

## Famille
Fils du comte Thierry d'Oldenbourg et de sa deuxième épouse Hedwige d'Holstein (en) (fille du comte-duc Gérard VI de Holstein et de Catherine-Élisabeth de Brunswick-Lunebourg), Christian descendait plusieurs fois des anciens rois de Danemark, tant par son père que par sa mère, et plusieurs fois des Riourikides (par le grand-prince Vladimir Ier de Kiev et sa femme Rogneda de Polotsk, nièce maternelle du roi Olaf Ier Tryggvason de Norvège).
Le 28 octobre 1449, Christian Ier de Danemark épouse à Copenhague Dorothée de Brandebourg-Kulmbach (1430-1495), fille de Jean IV de Brandebourg-Külmbach et veuve de son prédécesseur Christophe III de Bavière. Cinq enfants sont nés de cette union :
- Olaf, (1450-1451) ;
- Knud, (1451-1455) ;
- Jean (1455-1513), qui devient roi de l'union de Kalmar (1481-1513) à la mort de son père : Père de Christian II, qui est détrôné dès 1523 et dont le règne voit la fin de l'union de Kalmar ;
- Marguerite de Danemark (1456-1486), qui devient en 1469 reine d'Écosse en épousant Jacques III d'Écosse : elle est la mère de Jacques IV d'Écosse et l'ancêtre de tous les rois d'Écosse à partir de 1488. Son arrière-arrière petit-fils Jacques VI d'Écosse devient également roi d'Angleterre en 1603 ;
- Frédéric Ier, (1471-1533), duc de Schleswig-Holstein à partir de 1490, il deviendra roi de Danemark et de Norvège (1523-1533) après l'exil de son neveu, Christian II.
 Père, entre autres, de :
  - Christian III, (1503-1559), roi de Danemark et de Norvège (1534-1559). Père entre autres de :
    - Frédéric II, (1534-1588), roi de Danemark et de Norvège (1559-1588), d'où la suite des rois de Danemark et de Norvège : Christian IV, Frédéric III, Christian V, Frédéric IV, Christian VI, Frédéric V…
    - et Jean le Jeune (1545-1622), duc de Schleswig-Holstein-Sonderbourg (1564-1622) (Maison de Slesvig-Holstein-Sonderbourg) : sa branche accède aux trônes de Danemark (Christian IX en 1863), de Grèce (Georges Ier en 1863) et de Norvège (Haakon VII en 1905) ;

  - et Adolphe (1526-1586), duc de Holstein-Gottorp (1544-1586), dont sont issus les tsars de Russie à partir de Pierre III (1762), sous le nom de Romanov.

## Biographie

### Naissance et famille

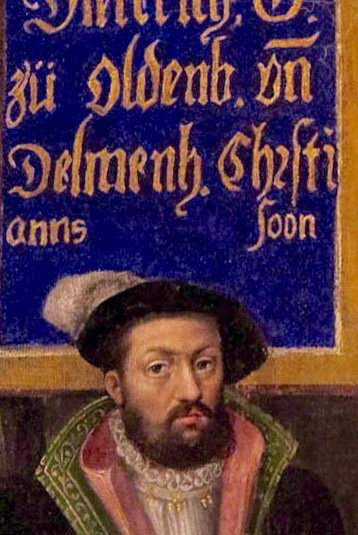
Le père de Christian, le comte Thierry le Fortuné d'Oldenbourg.

Christian est né en février 1426 à Oldenbourg dans le nord de l'Allemagne en tant que fils aîné du comte Thierry le Fortuné d'Oldenbourg (1390-1440) lors de son deuxième mariage avec Hedevig de Holstein (1398-1436). Il avait deux frères cadets, Maurice et Gérard, et une sœur, Adélaïde.
Par son père, Christian appartient à la Maison d'Oldenbourg, une famille comitale établie depuis le XIIe siècle dans la région à l'ouest du fleuve Weser dans le nord-ouest de l'Allemagne. Basée sur les deux châteaux forts d'Oldenbourg et de Delmenhorst, la famille a progressivement étendu sa domination sur les tribus frisons voisines de la région. Le père de Christian est appelé le Fortuné car il a réuni et agrandi le territoire de sa famille.
Sa mère Hedevig appartient à la maison de Schauenbourg, qui règne sur le comté de Holstein. Elle est la fille du comte Gérard VI de Holstein et la sœur du duc Adolphe VIII de Holstein, qui est aussi le duc de Schleswig. Par sa mère, le jeune comte descend également de la maison royale danoise par l'arrière-grand-mère de Hedevig, Richiza, qui est la fille du roi Éric V. Du grand-père paternel, le comte Christian V d'Oldenbourg, Christian descend également du roi Éric IV, tandis que par sa grand-mère maternelle, il descend du roi Abel de Danemark.

### Enfance et adolescence
L’enfance et l'adolescence de Christian d'Oldenbourg sont peu connues. À la mort de leur père en 1440, Christian et ses frères mineurs Maurice et Gérard lui succèdent conjointement comme comte d'Oldenbourg. Il séjourne quelque temps à la cour de l'empereur Frédéric III. Mais ce qui était bien plus important pour son avenir, c'était que son oncle, le duc Adolphe Ier de Schleswig, s'occupait de son éducation. Le duc sans enfant voulait en faire l'héritier de ses principautés, et Adolphe réussit également à faire élire Christian comme son successeur dans le duché de Schleswig. Sous la direction d'Adolphe, le jeune comte Christian a amplement l'occasion d'acquérir une expérience en matière politique, qui lui sera plus tard très utile.

### Roi de l'union de Kalmar

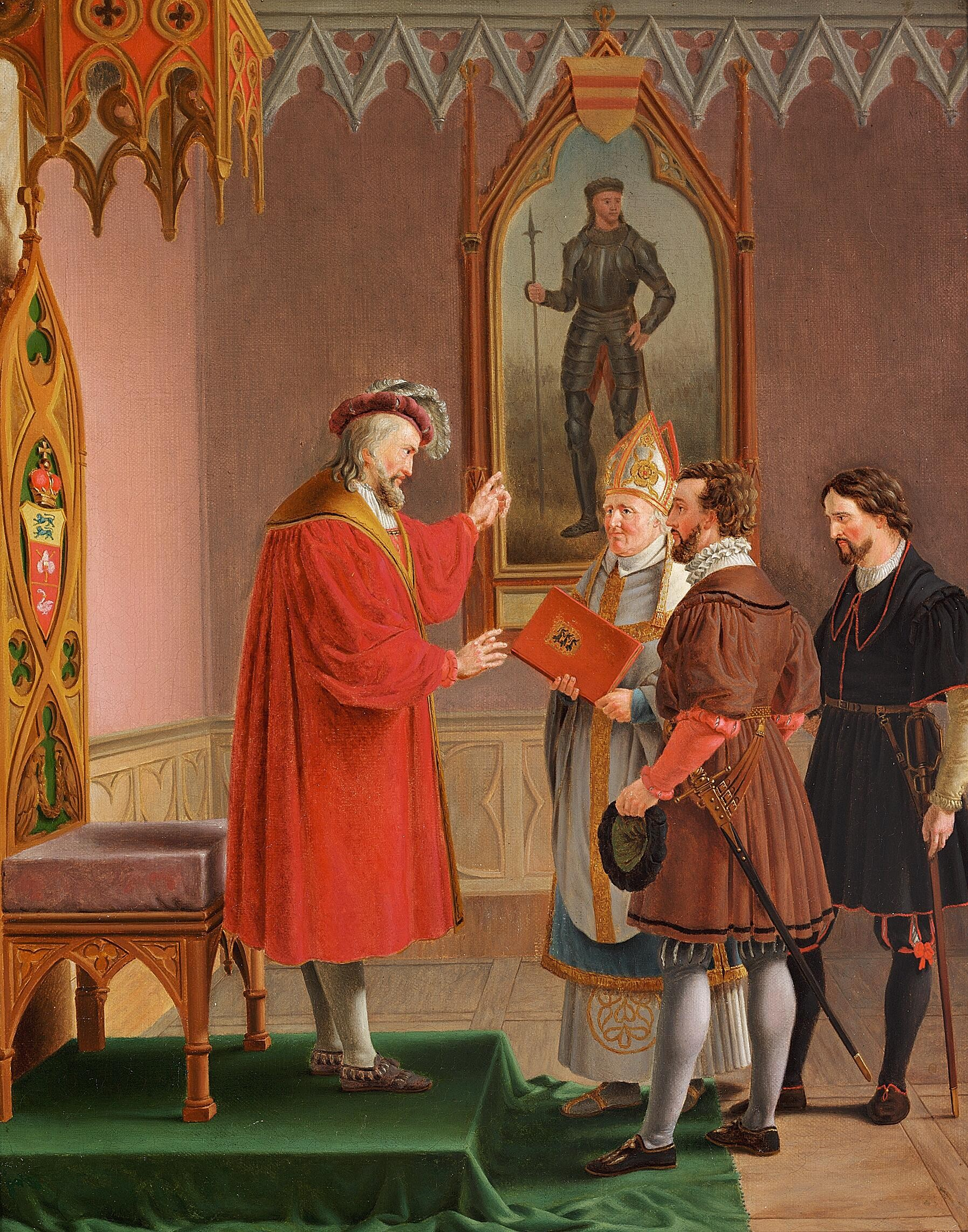
Le duc Adolphe Ier de Schleswig rejetant l'offre du trône danois en désignant son neveu, Christian d'Oldenbourg. Peinture historique de Christoffer Wilhelm Eckersberg (1819).

À la mort subite de Christophe de Bavière, roi de Danemark, de Norvège et de Suède le 6 janvier 1448, les trois royaumes scandinaves, unis depuis 1397 dans l'union de Kalmar, se trouvent sans roi et sans héritiers naturels du trône, lorsque le roi Christophe meurt sans enfant. Sa mort entraîne la rupture de l'union fragile des trois royaumes, le Danemark et la Suède se séparant et l'affiliation de la Norvège n'étant pas claire. Le Conseil danois offre le trône danois au duc Adolphe Ier de Schleswig (également appelé Adolphe VIII de Holstein), étant le seigneur féodal le plus important du territoire danois et l'arrière-arrière-petit-fils du roi Eric V de Danemark. Mais le duc Adolphe, qui a 47 ans à l'époque, refuse et désigne plutôt son neveu, le comte Christian d'Oldenbourg. Cependant, Christian doit promettre explicitement à Adolphe de se conformer à la disposition de la charte de l'enfant roi Valdemar III de Danemark, la prétendue Constitutio Valdemariana de 1326, selon laquelle le duché de Schleswig et le royaume de Danemark ne devraient jamais être unis sous le même régent.
Le Conseil danois pose comme condition que Christian épouse la jeune veuve de son prédécesseur, Dorothée de Brandebourg. En plus, le Conseil publie une charte précisant, entre autres, qu'aucun étranger ne peut être admis au Conseil, et qu'aucune mesure importante ne peut être prise en dehors du Conseil. Le 1er septembre 1448 à Haderslev, Christian publie une charte préliminaire (une finale n'a jamais été faite), et le 28 septembre, il reçoit l'hommage au thing de Viborg. Parallèlement, il se fiance avec Dorothée de Brandebourg. Le mariage a lieu l'année suivante le 26 octobre et deux jours plus tard, Christian est couronné dans la cathédrale Notre-Dame de Copenhague.

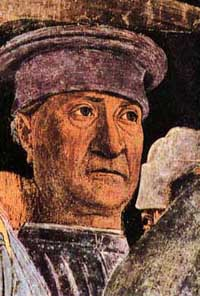
Christian Ier de Danemark, La Chambre des Époux, Mantoue.

Entretemps, le 20 juin 1448, la Suède élit roi Karl Knutsson Bonde sous le nom de Charles VIII de Suède. La Norvège doit faire face à un choix entre une union avec la Suède ou le Danemark ou l’élection d'un roi. Cette dernière option est écartée, une guerre se déclare entre les partisans de Charles Knutsson Bonde pour la Suède et Christian Ier pour le Danemark. Le Conseil royal norvégien est divisé. En 1449, une partie du Conseil se déclare en faveur de Charles Knutsson Bonde, mais le 15 juin 1449, un autre groupe de conseillers rend hommage à Christian Ier de Danemark. Le 20 novembre 1449, Charles Knutsson Bonde est couronné roi de Norvège à Trondheim. Cependant la noblesse suédoise prend des mesures pour éviter la guerre avec le Danemark. En juin 1450, le Conseil royal contraint Charles Knutsson Bonde à renoncer à sa revendication concernant le trône de Norvège. La question de succession au trône norvégien est donc décidée entre le Danemark et la Suède, le Conseil royal de Norvège se retrouve avec un unique candidat pour la trône. Au cours de l’été 1450, Christian Ier de Danemark navigue vers la Norvège avec une importante flotte, le 2 août 1450, il est couronné roi de Norvège à Trondheim. Le 29 août 1450, un traité d’union entre le Danemark et la Norvège est signé à Bergen. La Norvège devient un royaume héréditaire. Mais avec le temps, ce n'est plus une réalité, comme lors de la dernière succession, les réclamations sont suspendues pour des raisons politiques. Sur ce traité, il est indiqué que la Norvège et le Danemark sont déclarés royaumes. Le traité de Bergen stipule également que le Danemark et la Norvège doivent avoir un roi unique à perpétuité, qu’il serait élu parmi les fils légitimes de l’ancien roi, si celui-ci possédait une descendance légitime.
Le roi Charles VIII devient avec le temps très impopulaire en Suède, il est forcé à s’exiler en 1457. Christian Ier de Danemark atteint son objectif, il est élu roi de Suède (1457) et rétablit l’union de Kalmar. Il reçoit le pouvoir de l’archevêque Jöns Bengtsson Oxenstierna et Erik Axelsson Tott. Son règne prend fin en 1464, l’évêque Kettil Karlsson Vasa lui succède comme régent. Charles VIII de Suède est rappelé sur le trône norvégien, mais connait l’exil une seconde fois, rappelé de nouveau, il meurt au cours de son troisième règne. Christian Ier de Danemark tente une dernière fois d’obtenir le trône de Suède, cette tentative se termine par un total échec militaire à Brunkerberg (près de Stockholm) en octobre 1471, il est vaincu par le régent suédois, Sten Sture le Vieil qui trouve des alliés au Danemark et en Suède avec la famille noble Tott. Christian Ier de Danemark maintient sa revendication au trône de Suède jusqu’à son décès en 1481.
Par le traité de Ribe signé en 1460, Christian Ier de Danemark est choisi pour succéder à son oncle le duc Adolphe VIII ou XI de Holstein et de Schleswig décédé sans enfants.
Entre 1471 et 1473, à la demande de Christian Ier de Danemark, les navigateurs Didrik Pining et Hans Pothorst font une expédition dans l'Atlantique Nord, elle les mène probablement au Groenland, peut-être même à Terre-Neuve et au Labrador (aux alentours de 1476 avec le navigateur Jean Scolvus) sur le continent nord-américain.
En 1462, Christian Ier de Danemark crée l'Ordre de l'Éléphant.

### Fin
Christian Ier de Danemark meurt à Copenhague le 21 mai 1481. Il est inhumé en la cathédrale de Roskilde. Son fils  Jean Ier lui succède.

### Armes et monogramme

Comte d'Oldenbourg de 1440 à 1449.
Roi de Danemark de 1448 à 1450.
Roi de l'union de Kalmar de 1457 à 1460.
Roi de l'union de Kalmar, duc de Schleswig-Holstein de 1460 à 1481.
Monogramme du roi Christian.

## Généalogie
Christian Ier de Danemark appartient à la première branche de la maison d'Oldenbourg. Cette lignée donna des rois à la Norvège, à la Suède et au Danemark ; elle s’éteignit en 1863 au décès de Frédéric VII de Danemark.